# Mentát
A mentátok a Dűne regényekben és filmekben szereplő kitalált alakok; információgyűjtők, elemzők és tanácsadók; egyfajta emberi számítógépek.

## Történetük
Nem sokkal a Butleri Dzsihad előtt létezett egy Erasmus nevű, önálló robot. Több ember szolgát is tartott, köztük volt Gilbertus Albans. Erasmus érdekes kísérletbe kezdett Gilbertussal. Kíváncsi volt az emberi agy határaira, ezért elkezdte ifjú mentoráltját tanítani a gépi gondolkodásra. Remek eredményeket értek el, Gilbertus hihetetlen számítások elvégzésére, határtalan mennyiségű adat elraktározására vált képessé. Ő lett az első mentát. A „Nagy Gépirtó Hadjárat” során Erasmus megsemmisült. Az ifjú Albans egyedül maradt tudásával, amit nem akart veszni hagyni, így elkezdte oktatni a gépi gondolkodást, megalapította mentátképzőjét (a Liga előtt 88 körül).
Mivel a Butler Dzsihad után a gondolkodó gépek alkalmazását betiltották, egyre nagyobb szükség lett az „emberi számítógépekre”.

## Ismertebb mentátok
- Thufir Hawat, az Atreides-ház mentátja
- Piter de Vries, Harkonnen báró zseniális és kegyetlen mentátja
- Noree Moneo, a híres Atreides mentát (a Dune2000 c. játékban John Rhys-Davies játszotta)
- a Kwisatz Haderach, azaz Paul „Muad'Dib” Atreides.